# باردوویل
باردوویل (به فرانسوی: Bardouville) یک کمون (فرانسه) در فرانسه است که در canton of Duclair واقع شده‌است. باردوویل ۸٫۶۱ کیلومتر مربع مساحت دارد ۵۸ متر بالاتر از سطح دریا واقع شده‌است.

## خواهرخوانده
شهر Les Planchettes خواهرخواندهٔ باردوویل هست.